# Laura Halding-Hoppenheit

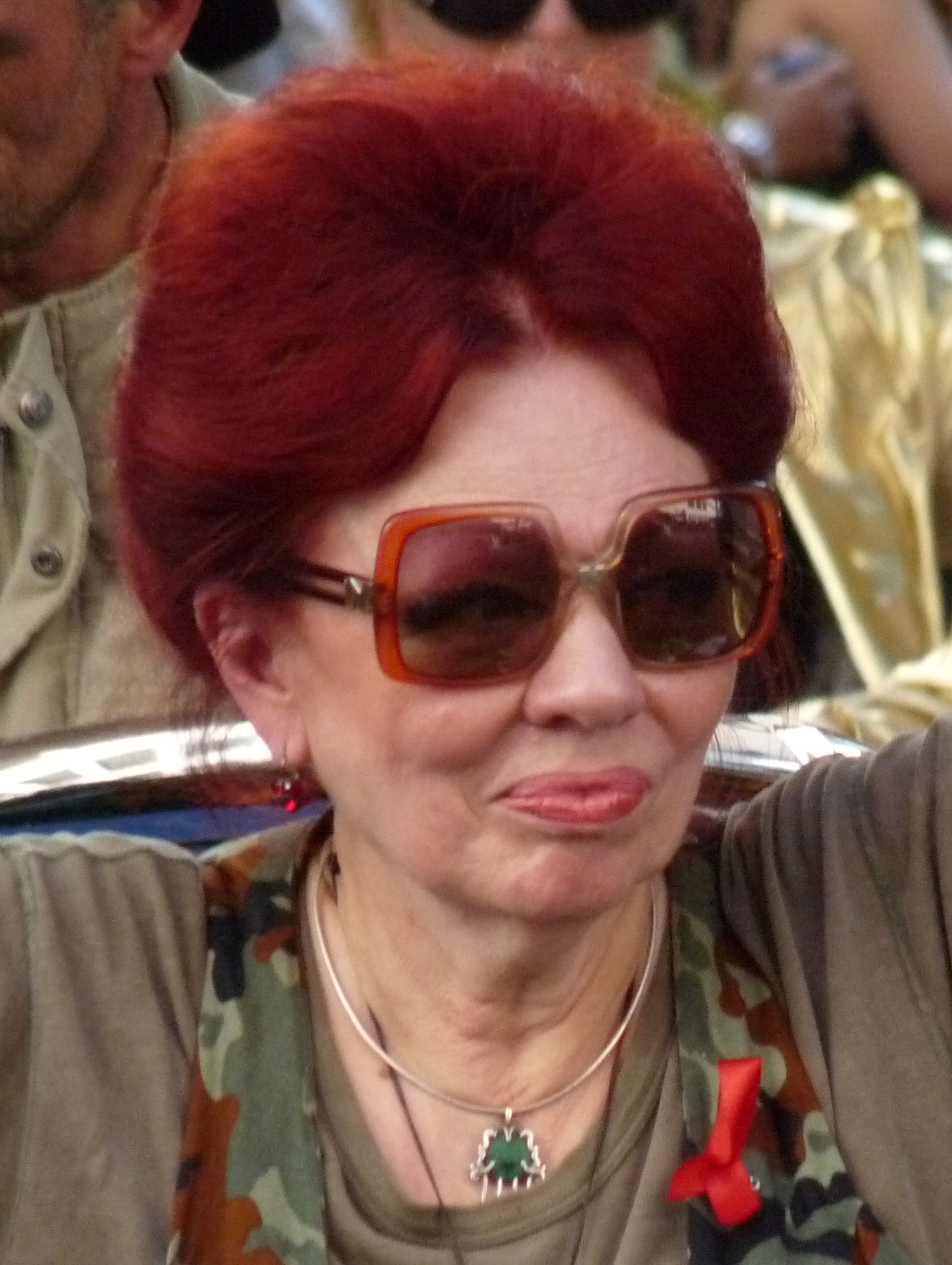
Laura Halding-Hoppenheit beim CSD 2009 in Stuttgart.

Laura-Zorita Halding-Hoppenheit (* 1942 in Reșița, Rumänien) ist eine deutsche Wirtin und LGBT- und AIDS-Aktivistin sowie Kommunalpolitikerin in Stuttgart.

## Leben
Laura Halding-Hoppenheit studierte Kunstgeschichte und Archäologie in Bukarest und kam in den 1970er Jahren nach Hamburg, um dort zu promovieren. Aufgrund sprachlicher Verständigungsprobleme empfand sie sich in Deutschland unerwünscht. Sie fand jedoch Akzeptanz im Kreis der Schwulen.
Mit einem Freund ging sie eine Vernunftehe ein, ließ sich aber nach sechs Wochen wieder scheiden. Hiltram Roman F. Halding-Hoppenheit, ein Trauzeuge ihrer ersten Ehe, ihr zweiter Ehemann und Vater ihrer beiden Kinder, bekam in Stuttgart eine Stelle als Chefredakteur des Burda Verlags. Sie brach das Studium ab und ging mit ihm Mitte der 1970er Jahre nach Stuttgart.
Seit der Scheidung engagiert sie sich in der baden-württembergischen Landeshauptstadt in deren Schwulenszene. Sie arbeitete seit 1977 im Stuttgarter Kings Club in der Stuttgarter Calwer Straße, einem Schwulenlokal. Sie verliebte sich in den Betreiber, heiratete und zerstritt sich mit ihm 1988.
1989 eröffnete sie nach einer Arbeit in einem anderen Lokal zunächst unter dem Namen Lauras Club den Kings Club in der Stuttgarter Lautenschlager Straße wieder. Zeitweise betrieb sie vier Szenelokale parallel. Nachdem der Kings Club im September 2020 während der COVID-19-Pandemie geschlossen worden war, betrieb sie 2023 neun Monate lang das Lokal „Juwel“ im Bohnenviertel, was sie nach ausbleibendem Erfolg als Fehler bezeichnete. Sie arbeite nun an einer Wiedereröffnung des Kings Club.
Von 1998 bis 2002 wohnte der Schauspieler Helmut Berger in einer Hausgemeinschaft mit Laura Halding-Hoppenheit. Kennengelernt hatte sie ihn bei einer Modeshow von Harald Glööckler im Neuen Schloss. Sie kümmerte sich um Berger und brachte den suchtkranken Schauspieler mehrfach in die Klinik, von wo er immer wieder ausriss und zurückkehrte. Halding-Hoppenheit fand sich in zunehmendem Konflikt mit Bergers eskalierendem überheblichen Verhalten, sodass sie ihm schließlich in ihrem Kings Club Lokalverbot erteilte und ihn dazu antrieb, bei seiner Mutter in Salzburg unterzukommen.
2003 kandidierte sie auf der Bürgerliste der Stuttgarter Wählervereinigung Rosa Liste Stuttgart. 2014 zog sie erstmals durch die Liste der Linken in den Stuttgarter Gemeinderat ein. Zur Gemeinderatswahl 2024 zog sie über die Partei Stuttgarter Liste als Stadträtin ein und wechselte zwei Monate später als parteiloses Mitglied in die Fraktion der Freien Wähler. Bei der Bundestagswahl 2017 war sie Direktkandidatin für die Linke im Wahlkreis 285.
2019 kam sie mit dem Fotografen und Künstler Peter Jacobi zusammen, mit dem sie seit 2023 verheiratet ist. Insgesamt wurde sie dreimal geschieden.

## Gesellschaftspolitisches Engagement
Sie engagiert(e) sich unter anderem beim Verein zur Hilfe für suchtmittelabhängige Frauen Lagaya sowie in Mutter-Kind-Projekten und bezahlt aus eigener Tasche eine Straßensozialarbeiterin, die sich stundenweise im Frauen-Café La Strada um südosteuropäische Prostituierte in der Stuttgarter Altstadt kümmert.

## Ehrungen
Im November 2011 verlieh ihr die baden-württembergische Sozialministerin Katrin Altpeter der „Rosa-Detlef“-Preis. Der Preis würdigt den Einsatz für Toleranz und gegen Ausgrenzung Homo-, Bi- und Transsexueller. 2013 erhielt das Team ihres Clubs Kings-Club den „PositHIV-Preis“. Sie ist Trägerin des Bundesverdienstkreuzes am Bande (23. Januar 2014). 2014 setzte ihr der Regisseur Rosa von Praunheim ein filmisches Denkmal („Laura – Das Juwel von Stuttgart“). Filmpremiere war am 1. Dezember 2014 anlässlich des Welt-AIDS-Tages im Stuttgarter Cinemaxx-Kino. Sie ist Ehrenmitglied der Deutschen AIDS-Hilfe. Das Hohenloher Tagblatt (Südwest Presse) aus Crailsheim betitelte sie als „Stuttgarter Original“. Am 17. Oktober 2016 zeichneten die Unternehmerfrauen des DEHOGA Baden-Württemberg sie für ihre unternehmerische Leistung und ihr soziales Engagement gegen Diskriminierung und Ausgrenzung von Minderheiten, vor allem der Homosexuellen, als „Unternehmerfrau des Jahres“ aus.

## Filmografie
- „Thekla Bihaç“ in Glückliche Tage, Teil VI (2003) und Teil VII (2005), Filmreihe von Jørn Precht.[29]
- Laura – Das Juwel von Stuttgart. Dokumentarfilm von Rosa von Praunheim, D 2014, 57 min., mit Laura Halding-Hoppenheit, Lilo Wanders, Gabriele Müller-Trimbusch und Sabine Constabel.[30][31][5]
- „Mrs. Devil“ in Zapping-Alien@Mozart-Balls von Vitus Zeplichal, mit Helmut Berger in der Hauptrolle.[32][8]
- Laura – Stuttgarts Schwulenmutter. SWR Landesschau aktuell Baden-Württemberg, Dezember 2014.